# Sphecodes friesei
Sphecodes friesei är en biart som beskrevs av Herbst 1908. Sphecodes friesei ingår i släktet blodbin, och familjen vägbin. Inga underarter finns listade i Catalogue of Life.